# Богданівка (Підволочиська селищна громада)
Богда́нівка — село в Україні, у Підволочиській селищній громаді Тернопільського району Тернопільської області. Населення — 1131 особа (2001).

## Географія

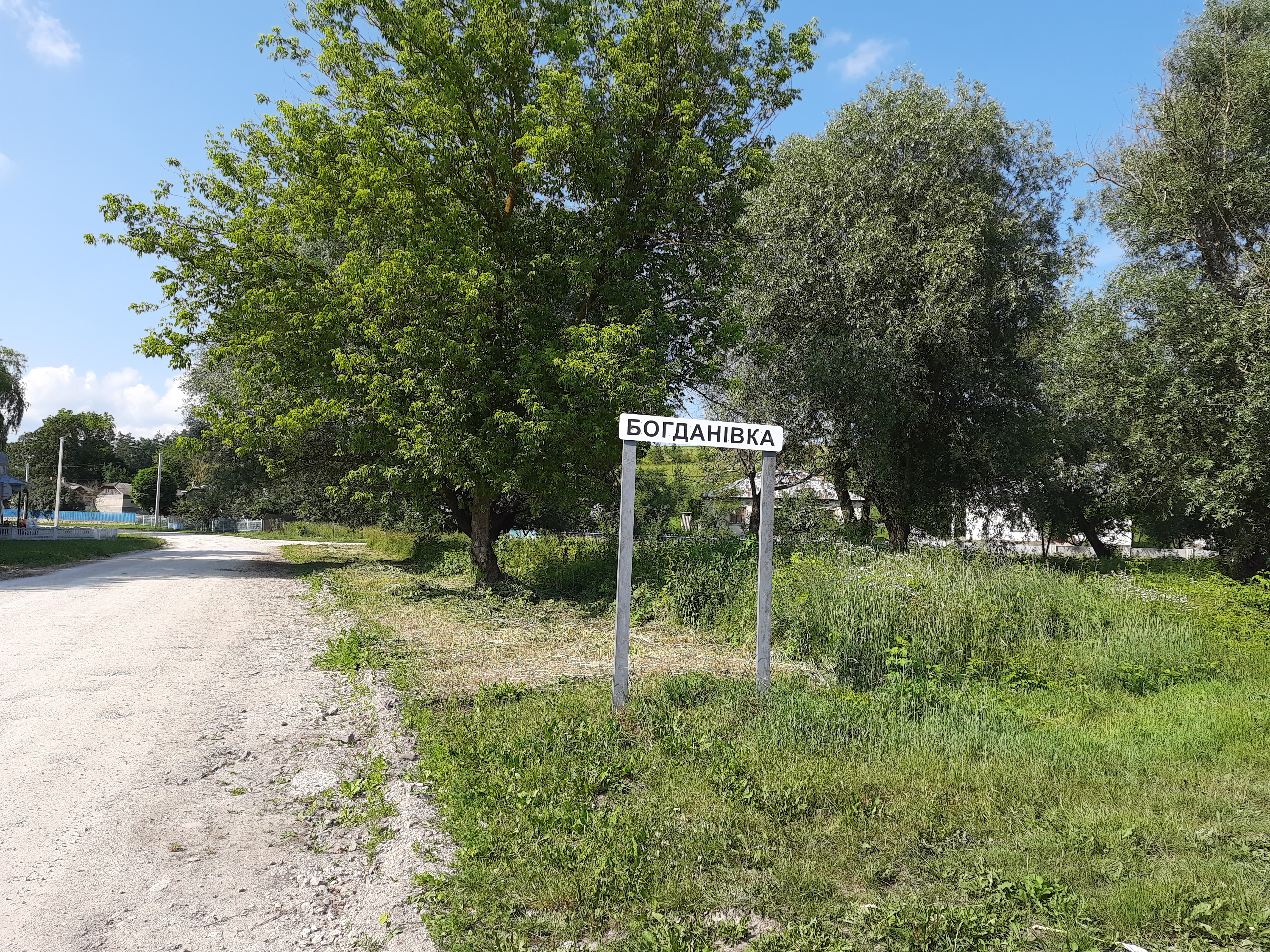
Дорожній знак при в'їзді в село

Село Богданівка розташоване за 30 км від обласного центру та 12 км від адміністративного центру громади, на берегах річки Самець (права притока Збруча, басейн Дністра). Через село пролягає залізниця Гречани — Тернопіль, на якій розташовані залізнична станція Богданівка-Кам'янка, зупинні пункти Платформа 1304 км та Гуляйполе
Територія села — 3,7 км², налічує 364 домогосподарств.

## Історія
Перша писемна згадка датується 1583 роком.
30 вересня 1907 року село зазнало руйнівної пожежі. Згоріли 63 житлові та господарські будівлі, матеріальні збитки – близько 50 тис. корон.
1 січня 1926 року із сільської гміни (самоврядної громади) Богданівка Скалатського повіту вилучений присілок Футір, збудований на частині території розпарцельованого (розділеного) фільварку Богданівка і з неї утворено самостійну гміну Футір.

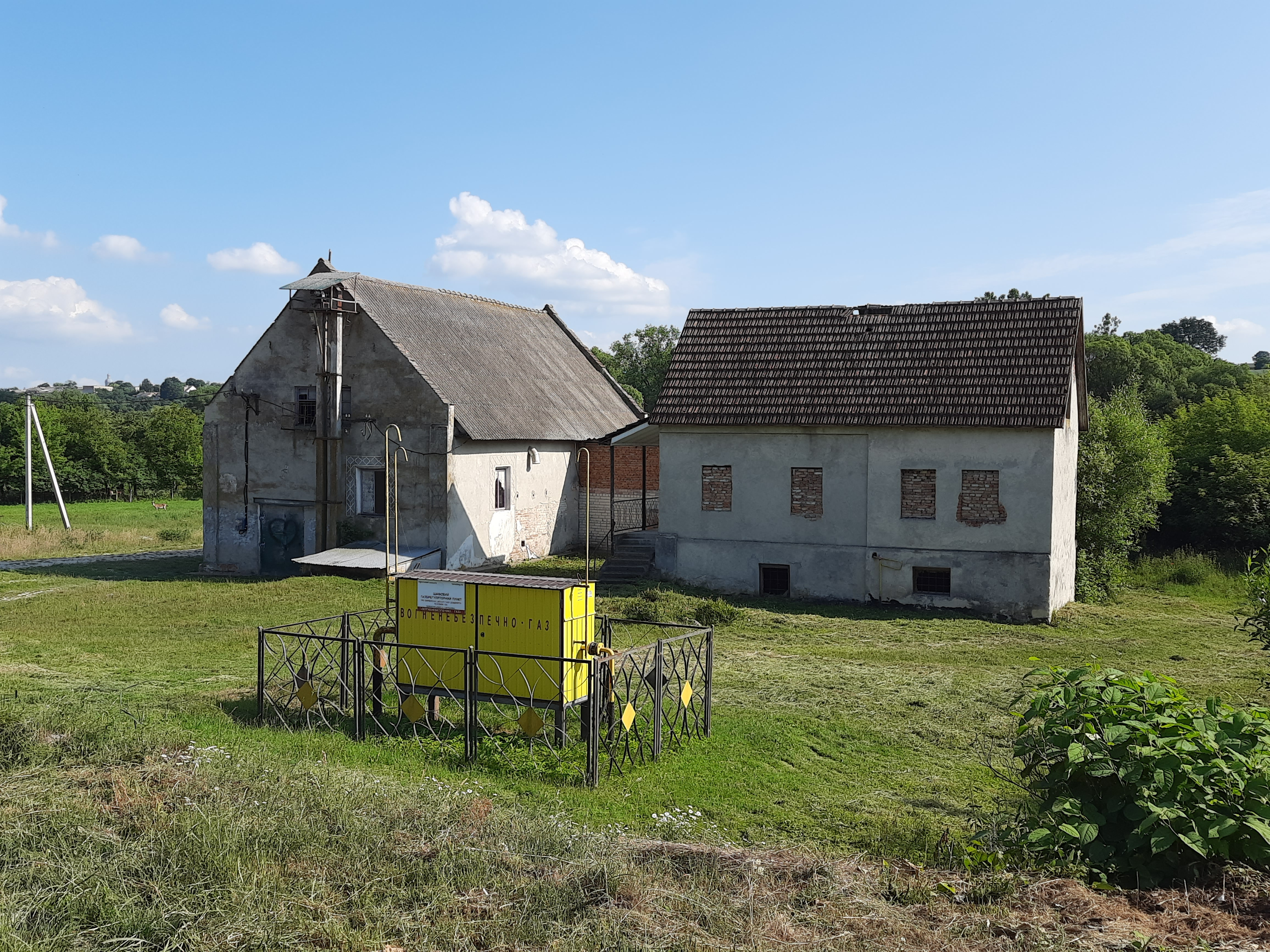
Старий млин

1 серпня 1934 року село увійшло до об'єднаної гміни (рівнозначна волості) Богданівка.
У 1939 році в селі Богданівка проживало 2270 мешканців (1940 українців-грекокатоликів, 200 українців-латинників, 60 поляків, 70 євреїв), у селі Футір проживало 180 мешканців (60 українців-грекокатоликів,, 100 українців-латинників, 20 польських колоністів міжвоєнного часу).
До 2015 року адміністративний центр Богданівської сільської ради. До села приєднано хутір Гуляйполе. 30 липня 2015 року село увійшло до складу Підволочиської селищної громади.
12 червня 2020 року, відповідно до розпорядження Кабінету Міністрів України  № 724-р «Про визначення адміністративних центрів та затвердження територій територіальних громад Тернопільської області», затверджено склад Підволочиської селищної громади.
19 липня 2020 року, в результаті адміністративно-територіальної реформи та ліквідації Підволочиського району, село увійшло до складу Тернопільського району.

## Населення
Відповідно з переписом УРСР 1989 року чисельність наявного населення села становила 1302 особи, з яких 556 чоловіків та 746 жінок.
За переписом населення України 2001 року в селі мешкали 1132 особи.

### Мова
Розподіл населення за рідною мовою за даними перепису 2001 року:
| Мова       | Відсоток |
| ---------- | -------- |
| українська | 99,65 %  |
| російська  | 0,35 %   |

## Пам'ятки

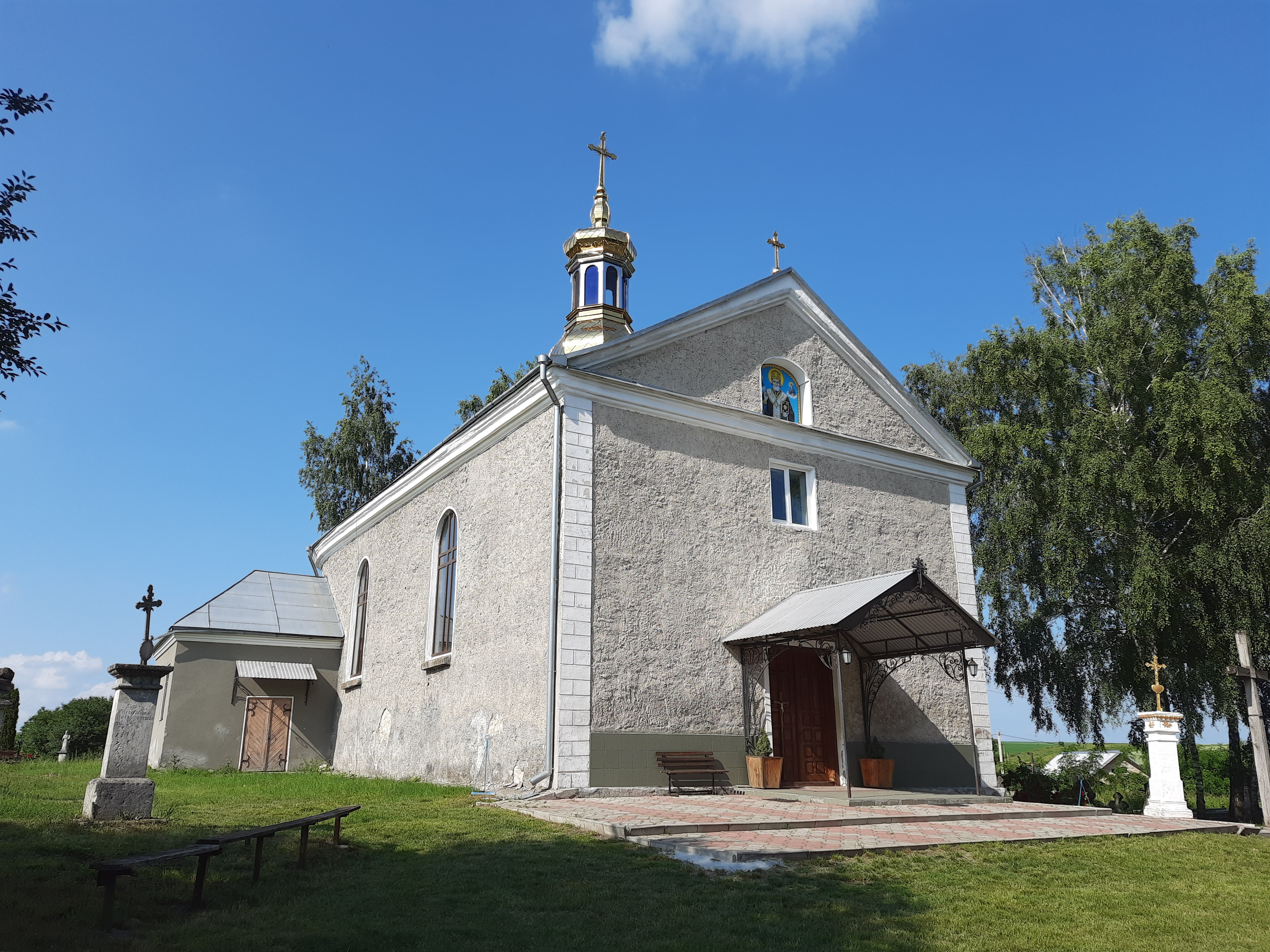
Церква Святого Миколая

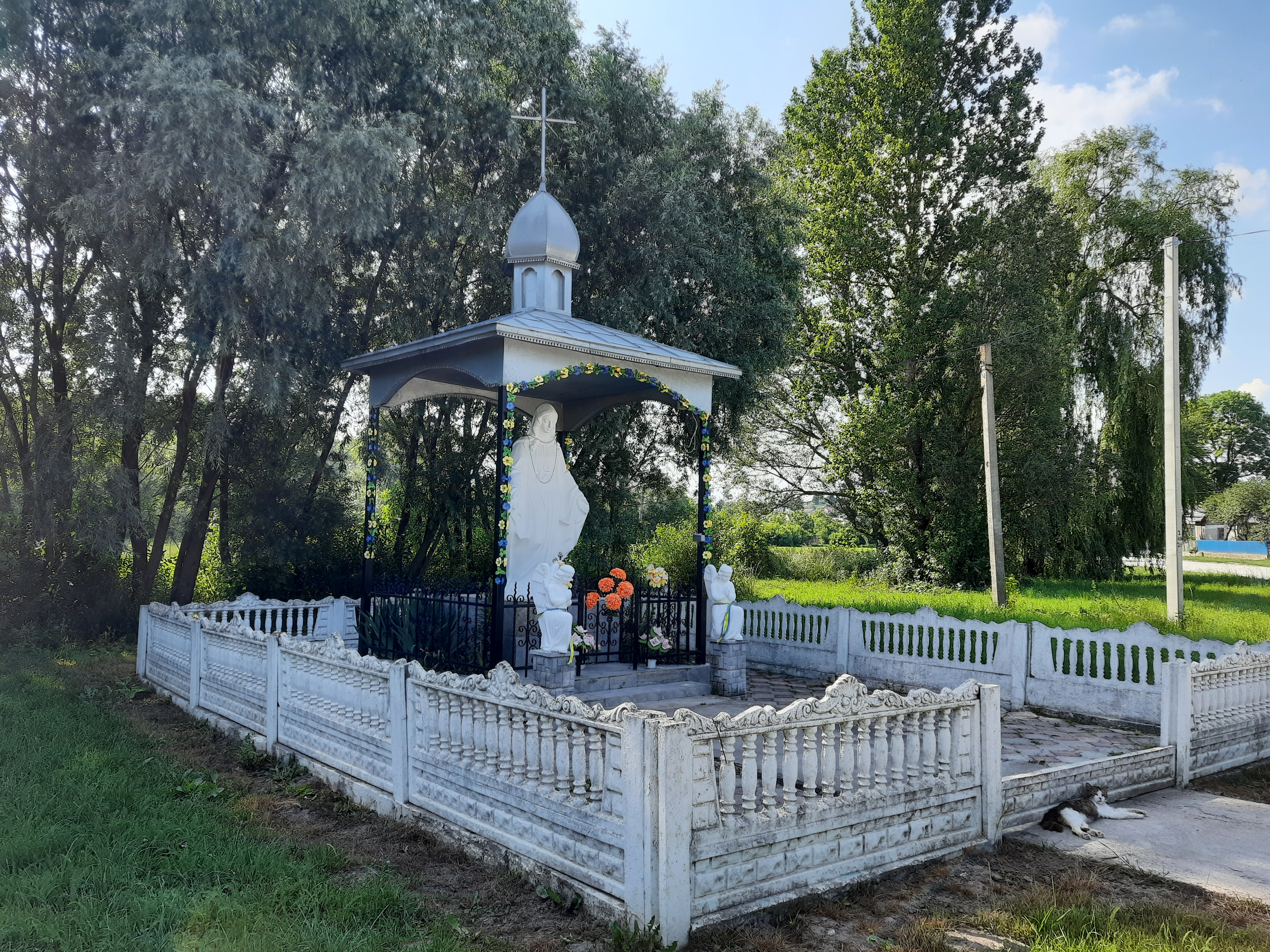
Статуя Божої Матері

- Церква Святого Миколая (1896; реставрована 1909; ПЦУ та УГКЦ).
- Статуя Божої Матері.

Споруджено:

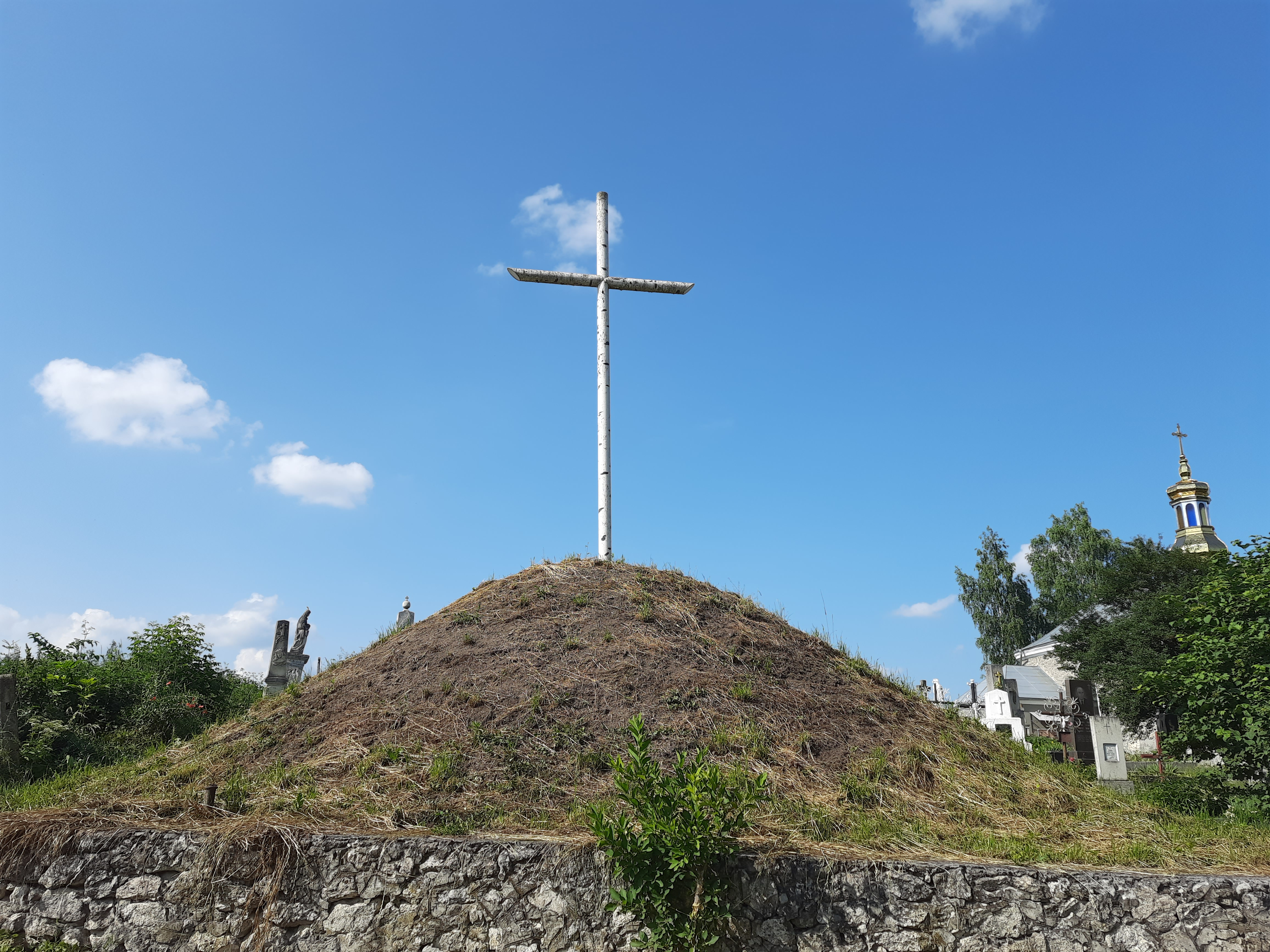
Символічна могила УСС

- пам'ятник полеглим у німецько-радянській війні воїнам-односельцям (1987),
- пам'ятник Тарасові Шевченку (1991, скульптор — Роман Вільгушинський)
- символічна могила УСС.

## Об'єкти соціальної сфери

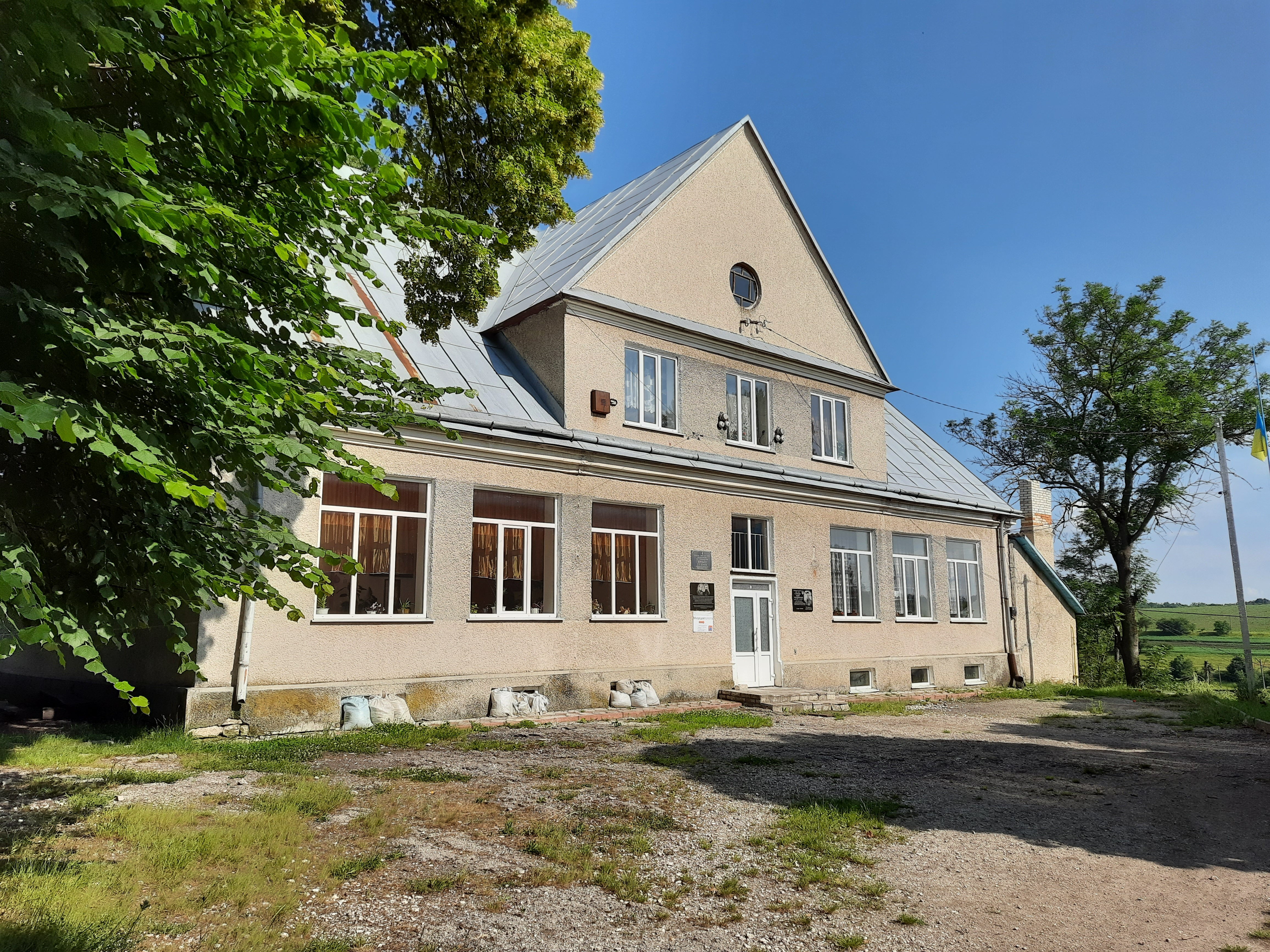
Школа

- Середня загальноосвітня школа І-ІІ ступеня.
- Будинок культури.
- Бібліотека.
- Амбулаторія.
- Відділення зв'язку.

## Особистості
Уродженці села:
- Козевич Петро Васильович (псевдо «Лютий») (рік народження та смерті  невідомі, с. Богданівка, Підволочиського району) — військовик, командир комендантської сотні Подільської повстанської групи Я. Гальчевського. У 1920 році — помічник начальника радянської міліції в смт Підволочиськ. Після відступу Червоної армії з Галичини до грудня 1921 року служив у 193-му батальйоні 29-ї бригади 12-ї дивізії у місті Проскурів (нині — Хмельницький). У 1922 році перебував у лавах повстанського загону Я. Гальчевського. Брав участь у нападах на більшовицькі загони в Уладівці, Бару, Лютичеві та інших населених пунктах Вінниччини, згодом перейшов на підконтрольну Польщі територію. За участь в антипольському повстанні (грудень 1922 року) заарештований і ув'язнений у місті Тернопіль. Після втечі у березні 1923 року організував повстанський загін із 16 осіб, здебільшого мешканців сіл Богданівна та Кам'янки Підволочиського району. У серпні 1923 року загін розпочав повстанську діяльність у Жидачівському повіті на Львівщині, у Тернопільському повіті в районі села Велика Березовиця Тернопільського району напали на польський постерунок і вбили трьох жандармів. Взимку 1923—1924 років Козевич розпустив загін по домівках. Навесні 1924 року відновив діяльність в складі загону з 23 осіб. Через зраду і після бою з 9-м полком польської кавалерії загін саморозпустився. Деякий час Козевич переховувався; у червні 1924 року здався радянським прикордонникам, згодом Козевича репресувала радянська влада.
- Бобик Омелян Іванович (1935—2010) — вчений-математик, педагог, кандидат фізико-математичних наук (1967), професор (1991).
- Бураковський Богдан (1985—2024) — український військовик, учасник російсько-української війни[9].
- Веселовський Іван Павлович (справжнє ім'я — Гевко Ілько; 1926, с. Богданівка, — 25.05.1993, м. Тернопіль) — співак, діяч культури. Член юнацтва 0УН (1931). З 1942 року — член УПА. Під час бою із загоном НКВД біля села Коршилівка був захоплений у полон (1944). Засуджений до страти, яку замінили на 10 років ув'язнення. 1954 року переведений на довічне заслання до Сибіру. Заочно закінчив школу і Московський народний університет мистецтв екстерном — вокальне відділення Норильської музичної школи, згодом — Новосибірську оперну студію. Співортанізатор філармонії в Норильську. У репертуарі мав до 50 класичних оперних арій та українські народні пісні. 1967 року створив українську хорову капелу «Заполярна зірка». Після повернення з Сибіру проживав у м. Бєльці (Молдова), з 1989 року — в Тернополі).
- Вересюк Іван (1916—1946) — член УПА, лицар Бронзового хреста бойової заслуги УПА.
- Вересюк Теодор Федорович народився 7 грудня 1932 року в селі Богданівка Підволочиського району Тернопільської області в селянській родині. Протягом 1940—1950 років навчався у середній школі рідного села, яку й закінчив. Після того навчався на філологічному факультеті Кременецького державного педагогічного інституту, який закінчив у 1954 році. У 1954—1956 роках проходив службу у лавах у радянської армії. З того часу працював на різних посадах у місті Чорткові Тернопільської області, зокрема, завідувачем відділу культури Чортківського райвиконкому, директором Чортківської середньої школи № 1, завідувачем відділу пропаганди і агітації Чортківського райкому партії. Помер 9 березня 1981 року в м. Чорткові, де і похований.
- Персонаж твору Зиновія Книша «За чужу справу»[10]
- Михайло Козій.
- Жилюк Михайло Олександрович (нар. 1948) — оперний  концертно-камерний співак (баритон).
- о. Микола Вояковський (1899—1972) — релігійний діяч в Галичині та США, церковний письменник.
- Палій Микола Іванович (псевдонім — Микола Гурко; 1911—1994) — вчений, письменник, перекладач.
- Слободян Андрій Володимирович (1978, с. Богданівка, нині Тернопільського району — 13.01.2023, в районі м. Бахмут Донецької області) — український військовик, учасник російсько-української війни[11].

Проживав:
- Солтис Михайло Миколайович (1936—2018) — український хімік, доктор хімічних наук, професор Львівського державного університету імені Івана Франка, родом з Лемківщини.

Працював:
- Сверстюк Євген Олександрович — український письменник, мислитель, філософ, гоголезнавець, громадський діяч; учителем української мови 1953 року[12].

Перебували:
- Грушевський Михайло Сергійович — історик, державно-політичний діяч, до 1914 року.
- Борис Антоненко-Давидович, про що написав в оповіданні «Блакитна Галілея».

## Галерея
